# Tony Goodman
Tony Goodman é um executivo e empresário americano de jogos eletrônicos. Ele é o cofundador da Ensemble Studios e Robot Entertainment.

## Ensemble Corporation
Em 1989, Tony Allen Goodman fundou a Ensemble Corporation, uma empresa de consultoria de tecnologia da informação com sede em Dallas, Texas, com os amigos John Boog-Scott, John Calhoun e Thad Chapman. A empresa "desenvolveu sua própria suite de software de gerenciamento e relatório denominado Command Center, entre outros produtos" e cresceu rapidamente. Sob a liderança de Goodman, a Ensemble Corporation foi uma das empresas de crescimento mais rápido da América, classificada pela Inc. 500 de 1992 a 1997, chegando a mais de 100 funcionários. A empresa foi classificada em nº 339 na Inc. 500 em seu último ano de independência, 1997. A Ensemble Corporation foi então adquirida em 6 de abril de 1998 pela USWeb Corporation., no entanto Goodman havia iniciado um projeto paralelo que não foi incluído no negócio em 1995, chamado Ensemble Studios.

## Ensemble Studios
Em janeiro de 1995, enquanto atuava como CEO da Ensemble Corporation, Goodman co-fundou a Ensemble Studios junto com seu irmão Rick Goodman e John Boog-Scott, enquanto dirigia a Ensemble Corporation. A Ensemble Studios foi formalmente incorporado em fevereiro de 1996 e Goodman atuou como CEO e diretor de arte enquanto dirigia o lado comercial de ambas as empresas da Ensemble com Boog-Scott. Após a aquisição da Ensemble Corporation, Goodman continuou com o spin-off focado em jogos para perseguir sua paixão por jogos. Logo depois disso, Goodman contratou Bruce Shelley, um amigo de longa data, que ele "conheceu em um clube de jogos de tabuleiro na Universidade da Virgínia".[carece de fontes?]
A Ensemble Studios lançou dois títulos completos e duas expansões durante este período: Age of Empires (1997); Age of Empires: The Rise of Rome (1998); Age of Empires II: The Age of Kings (1999); Age of Empires II: The Conquerors (2000).
Em 1 de maio de 2001, a Microsoft adquiriu a Ensemble Studios, bem como a propriedade intelectual da empresa. Stuart Moulder, gerente geral da Divisão de Jogos da Microsoft, comentou sobre a aquisição, afirmando: "A profundidade de talento e a liderança de Tony Goodman é uma combinação vencedora e essa aquisição ajudará a fortalecer nosso compromisso mútuo em permanecer líder da indústria de jogos para PC."

## Anos Microsoft
Enquanto estava na Microsoft, Goodman atuou como diretor de estúdio no Ensemble Studios. Goodman serviu nessa função até o estúdio ser fechado pela Microsoft em 29 de janeiro de 2009 após a conclusão de Halo Wars. "Após o encerramento, a equipe de liderança da Ensemble formará um novo estúdio e concordou em fornecer suporte contínuo para Halo Wars, bem como trabalhar em outros projetos com a Microsoft Game Studios.[carece de fontes?]
Durante este período, o estúdio lançou cinco títulos: Age of Mythology (2002), Age of Mythology: The Titans (2003), Age of Empires III (2005), Age of Empires III: The WarChiefs (2006), Age of Empires III : The Asian Dynasties (2007) e Halo Wars (2009).[carece de fontes?]
Goodman, "deixou para trás uma tradição de empreendedorismo. Goodman fundou a Robot Entertainment no mês seguinte. Várias startups surgiram das cinzas, lideradas por ex-funcionários, incluindo Bonfire Studios, Newtoy, Windstorm Studios, Pixelocity, Fuzzy Cube e GRL Games."[carece de fontes?]

## Robot Entertainment
Em 2009, Goodman foi o CEO fundador da Robot Entertainment, quando a empresa definiu sua estratégia de trabalhar em títulos IP originais menores. Robot terminou o trabalho em Halo Wars após o fechamento da Ensemble Studios e foi a desenvolvedora original de Age of Empires Online. Em fevereiro de 2009, dias após o anúncio da Robot Entertainment, Goodman presenteou seu velho amigo, Bruce Shelley, com o prêmio AIAS Hall of Fame no DICE Summit de 2009 em Las Vegas.
Goodman deixou a Robot Entertainment para buscar um novo empreendimento na indústria de jogos em meados de 2010. Goodman foi citado como tendo dito: "Minhas contribuições como CEO da Robot foram concluídas depois que fizemos a transição com sucesso de uma visão para um próspero estúdio de jogos."[carece de fontes?]

## PeopleFun
Em 17 de julho de 2012, Goodman anunciou a fundação de sua mais nova empresa, PeopleFun (estilizada como peoplefün), junto com John Boog-Scott, co-fundador da Ensemble Corporation e Ensemble Studios, Angelo Laudon, que era o funcionário nº 1 na Ensemble Studios e programador líder no motor de Age of Empires; e Leon Campise, um empreendedor em série na área de tecnologia.
PeopleFun se concentrará em fazer jogos para iOS e Android que são franquias dirigidas por personagens, em vez de grandes jogos como os criados na Ensemble.
Em 13 de setembro de 2012, a PeopleFun lançou seu primeiro jogo para celular, Word Chums, um jogo de palavras para dispositivos iPhone, iPad e iPod Touch. O jogo é a primeira aparição da franquia de personagens "The Chums".